# هيومانا
هيومانا إنك هي شركة تأمين صحي ربحية أمريكية في لويزفيل، كنتاكي. في عام 2021، احتلت الشركة المرتبة 41 في قائمة فورتشن 500 مما جعلها الشركة الأعلى تصنيفًا (من حيث الإيرادات) ومقرها كنتاكي. لقد كان ثالث أكبر تأمين صحي في البلاد. 
قالت شركة التأمين الصحي أتينا في 3 يوليو 2015، إنها وافقت على الاستحواذ على منافستها الأصغر هيومانا مقابل 37 مليار دولار نقدًا وأسهمًا لكنها انسحبت من الصفقة بعد صدور حكم قضائي بأن الاندماج سيكون معاديًا للمنافسة.

## روابط خارجية
- الموقع الرسمي
- - بيانات النشاط التجاري لـ هيومانا:
- Humana Military website
- RightSourceRX.com